# Tanec s draky
Tanec s draky (A Dance with Dragons) je pátá kniha z fantasy série Píseň ledu a ohně od amerického autora George R. R. Martina. Anglický originál vyšel 12. července 2011, české vydání vyšlo 31. května 2012.
Tanec s draky měl být původně název druhé knihy, když Martin příběh ještě plánoval jako trilogii, a některá starší americká vydání první knihy série, Hry o trůny, uvádějí Tanec s draky jako následující knihu.
Zhruba první polovina knihy se odehrává časově souběžně s předchozí knihou, Hostinou pro vrány, ve druhé pokračují některé příběhy započaté v předchozí knize. V květnu 2005 George Martin oznámil, že délka manuskriptu Hostiny pro vrány jeho samotného a vydavatele vedla k tomu, aby kapitoly vyšly ve dvou různých knihách. Nerozhodl se však text rozdělit chronologicky, ale podle postav a lokací - knihy se tedy měly zčásti odehrávat ve zhruba stejný čas, ale víceméně na jiných místech. Tanec s draky se věnuje především událostem na severu, na Zdi a ve městě Meereen, v druhé polovině se objeví i několik kapitol z Králova přístaviště a Řekotočí.
Kniha Hostina pro vrány vyšla hned několik měsíců po tomto rozhodnutí, následující kniha, Tanec s draky, však až po šesti letech. Počínaje rokem 2006 ale Martin uveřejnil některé kapitoly Tance s draky na svých internetových stránkách.
Stejně jako Hostina pro vrány, i Tanec s draky se dostal na první příčku žebříčku bestsellerů New York Times.

## Děj
Daenerys Targaryen zjišťuje, jak nenáviděná je mocnými rody v Meereenu. Rozhodne se zde však zůstat, aby chránila osvobozené otroky, které považuje za své děti. Její draci jsou stále divočejší, loví a projevují slabost pro lidské maso. Zruší otroctví v Meereenu a poštve proti sobě jiné otrocké město, Yunkai. Pro stabilizaci své moci ve městě se provdá za Hizdahra zo Loraq, šlechtice z místních mocných rodů. To je však mocichtivý muž a vyjde najevo, že chce zabít jak ji, tak i její nezvladatelné draky a převzít moc nad Meereenem pro sebe. Zoufalá Daenerys odlétá na zádech Drogona, jednoho ze svých draků pryč z města.
Stannis Baratheon se snaží získat na svou stranu lordy ze severu. Jon Sníh mu ale vysvětluje, že po předchozích ztrátách nepůjdou ochotně do dalšího boje s Královým Přístavištěm. Stannis posílá svého pobočníka Davose vyjednávat s jedním z nejmocnějších z nich, lordem Manderlym z Bílého přístavu. Davos ale doráží pozdě. V Bílém přístavu už jsou Freyové, z nichž jeden se má oženit s Manderlyho vnučkou. Manderly nechá Davose uvěznit, ale pouze proto, aby byl ze zajetí propuštěn jeho druhý syn (první z nich byl zabit na Rudé svatbě). Později Davosovi představí Wexe Pyka, který viděl odcházet Brana a Rickona, syny Eddarda Starka, z poničeného Zimohradu a sledoval Rickona směrem k Bílému přístavu. Lord Manderly Davosovi přislíbí podporu Stannisovy věci, pokud najde Rickona Starka, jednoho z dědiců svého pravoplatného lenního pána Starka, což je věc, kterou zvládne jen zkušený pašerák, kterým Davos kdysi býval.
Na scénu se vrací Theon Greyjoy, tentokrát jako troska, kterou fyzicky i psychicky zlomilo mučení z rukou Ramsayho Sněha syna Roose Boltona. Vlasy mu zbělely, přišel o několik zubů a prstů, Ramsey ho možná i vykastroval a chová se k němu hůř jak k psovi. Theon Ramseymu dokonce pomůže lstí zdolat poslední obranu železných mužů a Roose Bolton tak má volnou cestu na sever. S sebou přiváží i falešnou Aryu Stark (ve skutečnosti Jeyne Poole, dceru bývalého majordoma ze Zimohradu) jako nevěstu pro Ramsayho. Na poničeném Zimohradě se odehraje sňatek falešné Aryi a Ramsayho Boltona čímž si chtějí Boltonové upevnit moc nad severem.
Jon Sníh se jako lord velitel Noční hlídky snaží chránit také přeživší Divoké (po neúspěšné invazi na Zeď) a s jejich pomocí ochránit Zeď proti společnému nepříteli - Jiným. Se Stannisovou podporou, posílá Mance Nájezdníka a šest kopinic, aby v přestrojení pronikli na Zimohrad a zachránili jeho sestru Aryu. Theon jim nakonec nepříliš ochotně pomáhá osvobodit falešnou dceru Eddarda Starka. On a Jeyne Poole jsou ale nakonec jediní, komu se podaří ze Zimohradu dostat.
Stannisova armáda se od Zdi přesouvá k Zimohradu, aby se za podpory místních severských rodů postavil Roosi Boltonovi, Stannisově opozici na severu. Jako zajatce má i Ašu Greyjoy. Jeho armáda je ale konstantně zasypávána sněhem a kniha je opouští několik dní cesty od Zimohradu.
Jon Sníh dostává dopis od Ramsayho Boltona, který žádá zpátky svou nevěstu. Má prý v zajetí Mance Nájezdníka, povraždil jeho šest kopinic a mrtvý je prý i Stannis Baratheon. Neví ovšem, kolik z toho a jestli vůbec něco je pravda. Jon Sníh se rozhodne, že Noční hlídka pomůže skupině tisíců Divokých za Zdí a dostane je na jih, ale sám se chce vydat směrem k Zimohradu s těmi, kteří ho budou chtít dobrovolně následovat. Vzápětí je ale pobodaný bratry z Noční hlídky, kteří s jeho rozhodnutími nesouhlasí a považují jeho konání za zradu přísahy bratrstva.
Ve své jediné kapitole Jaime Lannister vrací do královské přízně lorda Blackwooda, posledního z těch, kteří odpřisáhli věrnost Robbu Starkovi. Na konci se znovu setkává s Brienne z Tarthu, která mu však připadá o hodně starší. Bojovnice mu říká, že našla Sansu Stark, ale že s ní musí jít Jaime sám, jinak Sandor Clegane vyhrožuje, že dívku zabije.
V Králově přístavišti je Cersei Lannister nucena projít městem nahá a snášet chlípné poznámky a urážky jako výraz pokání. Stále čeká na soud. V epilogu je zavražděn Kevan Lannister, bratr lorda Tywina, který byl po uvěznění Cersei regentem krále a posledním politicky obratným Lannisterem v Králově přístavišti.

## Vypravěči
Každá kapitola je vyprávěna v er-formě z pohledu jedné z postav. Jejich stav mysli, názory a vztah k ostatním silně ovlivňuje styl vyprávění, takže ani jeden z pohledů se nedá popsat jako nezaujatý. V Tanci s draky je osmnáct takových postav, z toho dva vypravěči prologu a epilogu.
Sever:
- Varamyr Šestikůže (prolog), Divoký, měnič.
- Jon Sníh, lord velitel Noční hlídky, nemanželský syn Eddarda Starka.
- Bran Stark, lord Stark, právoplatný dědic svého bratra Robba.
- Ser Davos Mořský, bývalý pašerák, pobočník krále Stannise Baratheona.
- Theon Greyjoy (Smraďoch, později Theon Přeběhlík), syn Balona Greyjoye, zajatec Ramsayho Boltona, mučený a stěží při smyslech.
- Aša Greyjoy, dcera Balona Greyjoye.
- Melisandra z Ašaje, rudá kněžka a rádkyně krále Stannise.

Essos:
- Daenerys Targaryen, dědička rodu Targaryenů, samozvaná královna Sedmi království, nyní vládnoucí městu Meereen, matka draků.
- Tyrion Lannister, trpaslík, strýc krále Tommena, syn Tywina Lannistera, bratr Cersei a Jaimeho, na útěku ze Sedmi království.
- Quentyn Martell, nejstarší syn prince Dorana Martella z Dorne.
- Jon Connington (Griff), jeden z bývalých pobočníků šíleného krále Aeryse Targaryena, považovaný za mrtvého.
- Ser Barristan Selmy, bývalý lord velitel královské gardy, nyní strážce královny Daenerys.
- Victarion Greyjoy, bratr Balona Greyjoye a Eurona Greyjoye, kapitán flotily ze Železných ostrovů.
- Arya Stark, dcera Eddarda a Catelyn Stark, pokračuje ve svém výcviku

Jih:
- Areo Hotah, kapitán stráží prince Dorana Martella.
- Ser Jaime Lannister, lord velitel královské gardy.
- Cersei Lannister, královna regentka, momentálně uvězněná a čekající na svůj proces.
- Kevan Lannister (epilog), nyní hlava rodu Lannisterů, regent krále Tommena.

Kapitoly některých postav - Sansy Stark, Samwella Tarlyho, Arianne Martell nebo Brienne z Tarthu - byly napsány pro tuto knihu, ale objeví se až v knize následující.